# Henry Wilhelm Kristiansen
Henry Wilhelm Kristiansen (* 12. Februar 1902 in Nordstrand bei Drammen; † 16. Januar 1942 im KZ Neuengamme) war eine Persönlichkeit der norwegischen Arbeiter- und Widerstandsbewegung. Er war von 1931 bis 1934 Vorsitzender der Kommunistischen Partei Norwegens (NKP).

## Leben

### Jugendfunktionär und Redakteur verschiedener Zeitungen
1916 wurde Henry Kristiansen Mitglied der Norwegischen Arbeiterpartei (DnA) und des Sozialdemokratischen Jugendverbands (NSU). Von 1919 bis 1921 war er NSU-Vorsitzender in Bratsberg, von 1922 bis 1923 Vorsitzender des Kommunistischen Jugendverbandes (NKU) in Vestfold. Im November 1923 wurde er Mitglied der NKP.
Von 1924 bis 1926 war Kristiansen Redakteur der NKU-Zeitung Klassekampen, von 1926 bis 1929 Redaktionssekretär der NKP-Zeitung Norges Komunistblad und von 1927 bis 1929 zugleich Redakteur für die theoretische Parteizeitschrift Proletaren.

### Stalinistische Schulung und Vorsitz der NKP
Von 1929 bis 1931 hielt sich Kristiansen in der Sowjetunion auf und absolvierte die Internationale Lenin-Schule der Komintern in Moskau, deren Schüler auf Stalins Linie gebracht wurden. 1931 kehrte Kristiansen nach Norwegen zurück und war von 1931 bis 1934 Vorsitzender der NKP. 1934 wurde er zum Sekretär des ZK der NKP gewählt und war von 1934 bis 1940 Redakteur des NKP-Zentralorgans Arbeideren. Den Vorgaben der Komintern gemäß beteiligte er sich, als Leo Trotzki 1935 in Norwegen Asyl fand, an der Kampagne gegen ihn.

### Im Widerstand
Nach der Invasion Norwegens durch deutsche Truppen im April 1940 gehörte Kristiansen zu den Organisatoren der Widerstandsbewegung. Im August 1940 wurde er zum ersten Mal verhaftet, jedoch einen Monat später wieder freigelassen. Am Morgen des deutschen Überfalls auf die Sowjetunion (22. Juni 1941) wurde er zusammen mit seiner russischstämmigen Ehefrau Miriam von der Gestapo verhaftet. Im November 1941 wurde das Ehepaar Kristiansen nach Hamburg überführt. Nach Aufenthalten in verschiedenen deutschen Gefängnissen starb Kristiansen am 16. Januar 1942 im KZ Neuengamme.

## Miriam Kristiansen
Miriam („Mira“) Kristiansen (geb. Mirijam Iljinischna Rathaus; * 26. Februar 1899 in Orscha; † 16. Mai 1942 im KZ Auschwitz) entstammte einer jüdischen Familie. Ein begonnenes Medizinstudium brach sie nach dem Ausbruch des Ersten Weltkrieges ab und ging als Krankenschwester an die Front. Während der Oktoberrevolution arbeitete sie für die Rote Armee als Krankenschwester in Moskau. Später studierte sie Philologie, absolvierte eine bibliothekarische Ausbildung in Leningrad und war eine Zeit lang als Lehrerin in einem Waisenhaus in Südrussland tätig. 1921 heiratete sie in Moskau den norwegischen Redakteur und Kommunisten Arvid G. Hansen (1894–1966) und ging mit ihm nach Norwegen. 1928 wurde die Ehe aufgelöst und sie heiratete Henry Wilhelm Kristiansen. In Norwegen engagierte sich Miriam Kristiansen für die Nansenhilfe und arbeitete bis zu ihrer Verhaftung am 22. Juni 1941 als Sekretärin an der sowjetischen Gesandtschaft in Oslo. Sie war im Frauen-KZ Ravensbrück inhaftiert und wurde am 16. Mai 1942 in der Gaskammer des KZ Auschwitz ermordet.